# Hermann von Lüderitz
Hermann Friedrich Wilhelm Alexander von Lüderitz (né le 1er janvier 1814 à Orpensdorf et mort le 13 novembre 1889 à Berlin) est un lieutenant général et homme politique prussien.

## Biographie

### Famille
Il est le fils de Ludolf Friedrich von Lüderitz (10 novembre 1776 à Lüderitz - 4 juillet 1843 dans la même ville), Hauptmann et seigneur de Lüderitz, et de son épouse Dorothea Friederike Johanna, née von Barsewisch (de), veuve von Kleist (9 avril 1784 à Vielbaum - 16 octobre 1855 à Lüderitz). Son frère est le lieutenant-général prussien Otto von Lüderitz (de) (1818-1885).

### Carrière militaire
Lüderitz étudie à l'école de commerce de Magdebourg et, le 11 août 1831, il s'engage dans le 6e régiment de cuirassiers de l'armée prussienne. Le 14 août 1833, il est promu sous-lieutenant et le 19 mai 1846 premier lieutenant. Après plusieurs commandements, Lüderitz est promu Rittmeister en juin 1852 et devient chef d'escadron à la mi-février 1853. En tant que major, il est actif au sein de l'état-major du régiment jusqu'à la mi-mai 1860, lorsqu'il prend le commandement du régiment de cuirassiers de la Garde, à partir duquel sera formé le 2e régiment de dragons de la Garde. Affecté à la tête du régiment de gardes-cuirassiers le 23 avril 1863 et en même temps fourni à la suite, Lüderitz est nommé commandant de régiment le 22 septembre 1863 avec sa promotion au grade de lieutenant-colonel. Promu colonel le 8 juin 1866, Lüderitz participe avec son régiment aux batailles de Skalitz, Schweinschädel et Sadowa pendant la guerre contre l'Autriche la même année. Pour ses réalisations, il est décoré de l'Ordre de l'Aigle rouge de 3e classe avec épées le 20 septembre 1866.
Le 18 juin 1869 Lüderitz est nommé commandant de la 4e brigade de cavalerie à la suite du régiment de garde-cuirassiers et il est décoré de l'Ordre de la Couronne de 2e classe le 23 janvier 1870. Au début de la guerre contre la France en 1870, Lüderitz reçoit le commandement de la 1re brigade de cavalerie mobile et est promu major général peu après. Il dirige sa brigade dans les batailles de Gravelotte, pour laquelle il est décoré de la croix de fer de 2e classe, et de Beaune-la-Rolande, ainsi que dans les batailles de Vendôme, Monaie, Saint-Amand, Pias, Villeporches et Château-Renault. Lüderitz participe également aux sièges de Metz et de Thionville.
Après la fin de la guerre, il est décoré de la croix de fer de la première classe et devient commandant de la 3e brigade de cavalerie le 23 mai 1871. Pour ses nombreuses années de service, il est décoré de l'Ordre de l'Aigle rouge de 2e classe le 18 janvier 1874 avec des feuilles de chêne et des épées sur des anneaux. Le 15 mai 1875, Lüderitz est nommé lieutenant-général avec une pension et est mis à disposition pour le service.

### Politique
De 1877 à 1889, il est député du Reichstag pour la circonscription de Magdeburg-Osterburg. Il est également membre de la Chambre des représentants de Prusse.
Après sa mort, sa dépouille est transférée de Berlin à Lüderitz et y est inhumé le 16 novembre 1889. Sa pierre tombale, un gros bloc de granit sablé, est située dans la Lüderitzer Heide.

### Famille
Lüderitz épouse Bertha Freiin von Puttkamer, veuve von Boehlendorff-Koelpin (née le 18 juillet 1822 à Jassen et décédée le 10 mars 1899 à Berlin) le 3 mai 1863 à Berlin.
Il possédait les manoirs de Lüderitz et Schernebeck.